# Episodi di The Girls Next Door (terza stagione)
La terza stagione della serie televisiva The Girls Next Door è andata in onda negli USA dal 4 marzo
al 28 maggio 2007 sul canale E!.
| nº | Titolo originale                                 | Titolo italiano              | Prima TV USA   | Prima TV Italia |
| -- | ------------------------------------------------ | ---------------------------- | -------------- | --------------- |
| 1  | Snow Place Like Home                             | Natale                       | 4 marzo 2007   |                 |
| 2  | May The Horse Be With You                        | I Propositi Per L'Anno Nuovo | 11 marzo 2007  |                 |
| 3  | Let Them Eat Birthday Cake                       | Il compleanno di Holly       | 18 marzo 2007  |                 |
| 4  | My Bare Lady                                     | Holly, l'apprendista         | 1º aprile 2007 |                 |
| 5  | Calendar Girls                                   | Un nuovo calendario          | 8 aprile 2007  |                 |
| 6  | Snowboarder                                      |                              | 15 aprile 2007 |                 |
| 7  | Hearts Afire                                     | Romantico San Valentino      | 22 aprile 2007 |                 |
| 8  | P.M.O. Why Not?                                  |                              | 6 maggio 2007  |                 |
| 9  | Family Affairs                                   |                              | 13 maggio 2007 |                 |
| 10 | Hef's Vegas Birthday                             |                              | 20 maggio 2007 |                 |
| 11 | Bedtime Stories: The Best of The Girls Next Door |                              | 28 maggio 2007 |                 |